# Hörmann von und zu Gutenberg

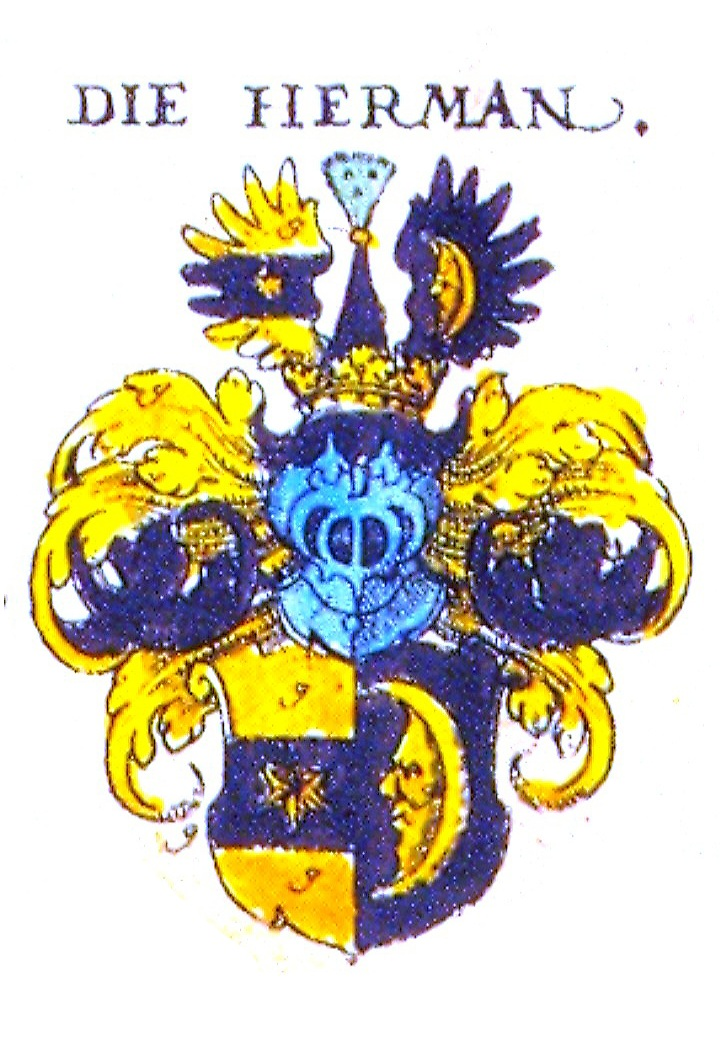
Wappen der Herman (= Hörmann von und zu Gutenberg) in Johann Siebmachers Wappenbuch von 1605, Abteilung Augsburgische Ehrbare Geschlecht

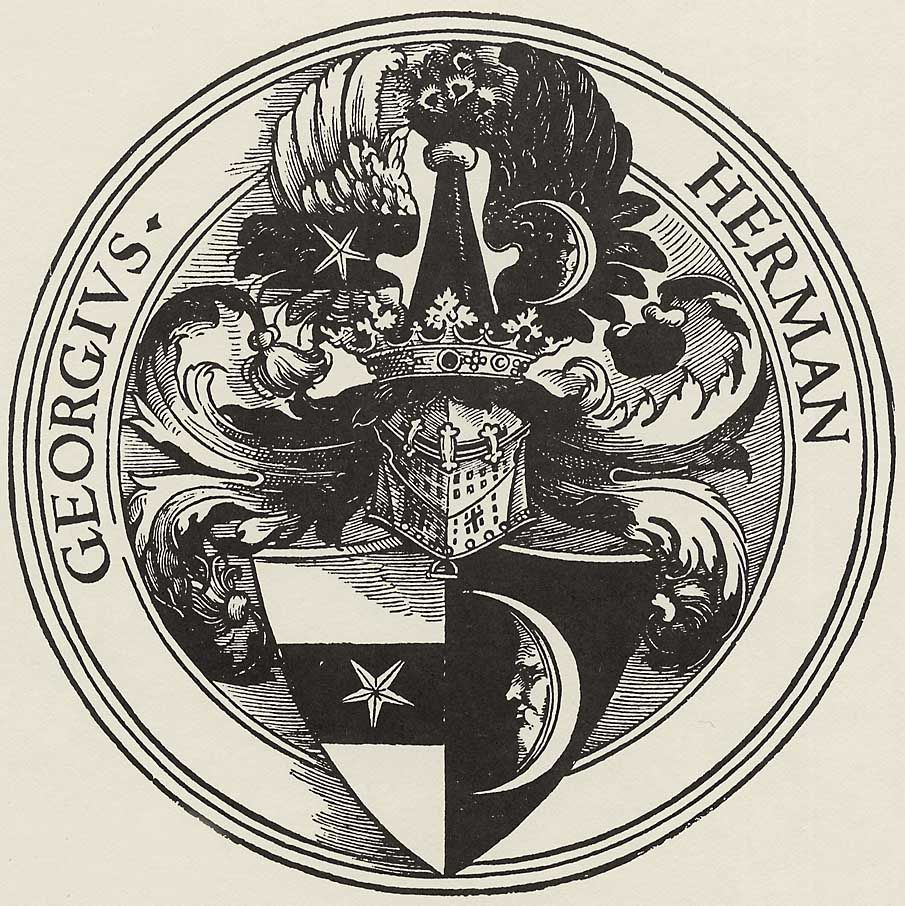
Wappen Georg Hörmanns von und zu Gutenberg von Hans Burgkmair d. Ä. (1528)

Hörmann von und zu Gutenberg oder auch Herman von und zu Guttenberg ist der Name eines alten Patriziergeschlechts aus Kaufbeuren und Augsburg das 1530 in den Reichsadelsstand erhoben wurde. Es ist nicht zu verwechseln mit den 1785 geadelten Hörmann von Hörbach.

## Geschichte
Der Stammort der Familie war Kaufbeuren. Hans Hörmann der Ältere bekleidete dort von 1403 bis 1404 das Amt des Bürgermeisters. Georg Hörmann wurde durch seine Heirat mit der Augsburger Patriziertochter Barbara Reihing 1528 in die Augsburger Herrenstube und Kaufleutezunft aufgenommen. Hörmann, seit 1520 Faktor der Fugger in Antwerpen und Schwaz, erhielt am 12. Juni 1530 von Kaiser Karl V. den erblichen Reichsadelsstand. 1534 verkaufte Anna Honold ihren Anteil des Dorfes Gutenberg an Georg Hörmann, der sich von nun an „von und zu Gutenberg“ nannte. König Ferdinand I. erhob ihn 1534 zum königlichen Rat. Bis zur Aufhebung der Patrimonialgerichtsbarkeit blieb Gutenberg in Besitz seiner Nachkommen. Des Weiteren erwarb Georg Hörmann 1544 die Herrschaft Waldegg. Georgs Enkelin, Katharina Hörmann verlobte sich 1588 mit Lukas Geizkofler von Reiffenegg (1550–1620), Rechtsanwalt der Fugger. Aus der Ehe gingen zwei Söhne und drei Töchter hervor. Er war der Onkel von Zacharias Geizkofler. Georg Christoph Friedrich Hörmann (1782–1864) kaufte Senftenau bei Lindau. Georg Christoph (* 1782), auf Senftenau, Anna Catharina, in München, und Johann Jacob Hörmann von und zu Gutenberg, Landgerichtsassessor in Bregenz, wurden 1813 in die Adelsmatrikel des Königreiches Bayern aufgenommen. Christoph Friedrich Hörmann von Senftenau bot 1825 das Landgut Senftenau zum Verkauf an.

## Genealogie (Auswahl)

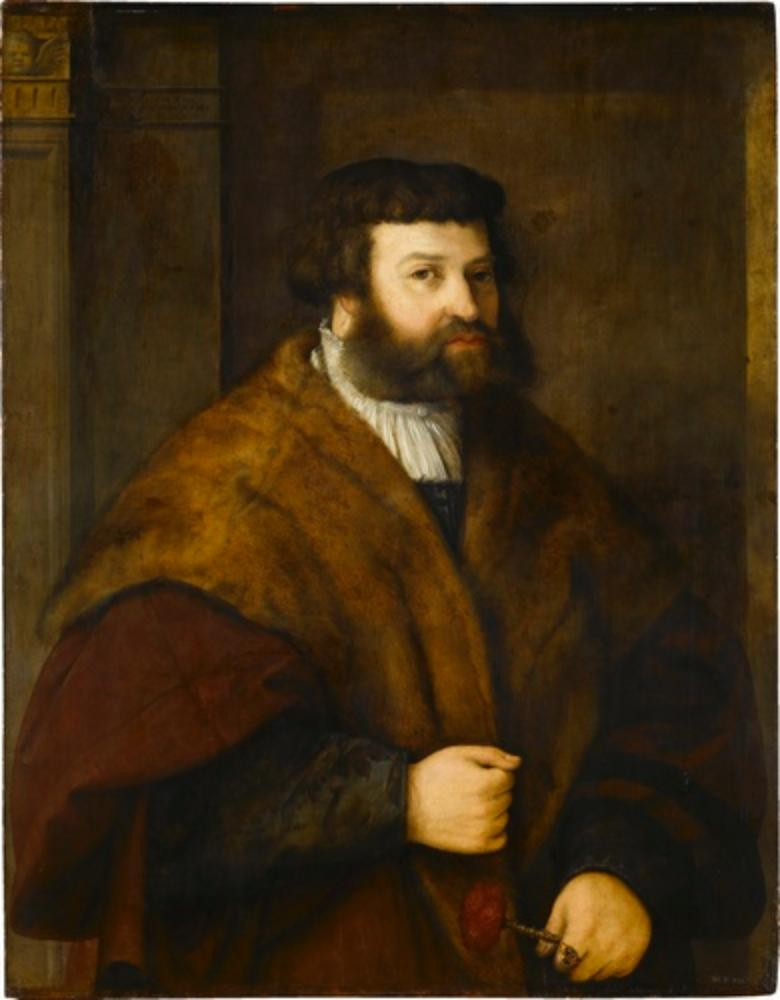
Georg Hörmann (1530) von Christoph Amberger

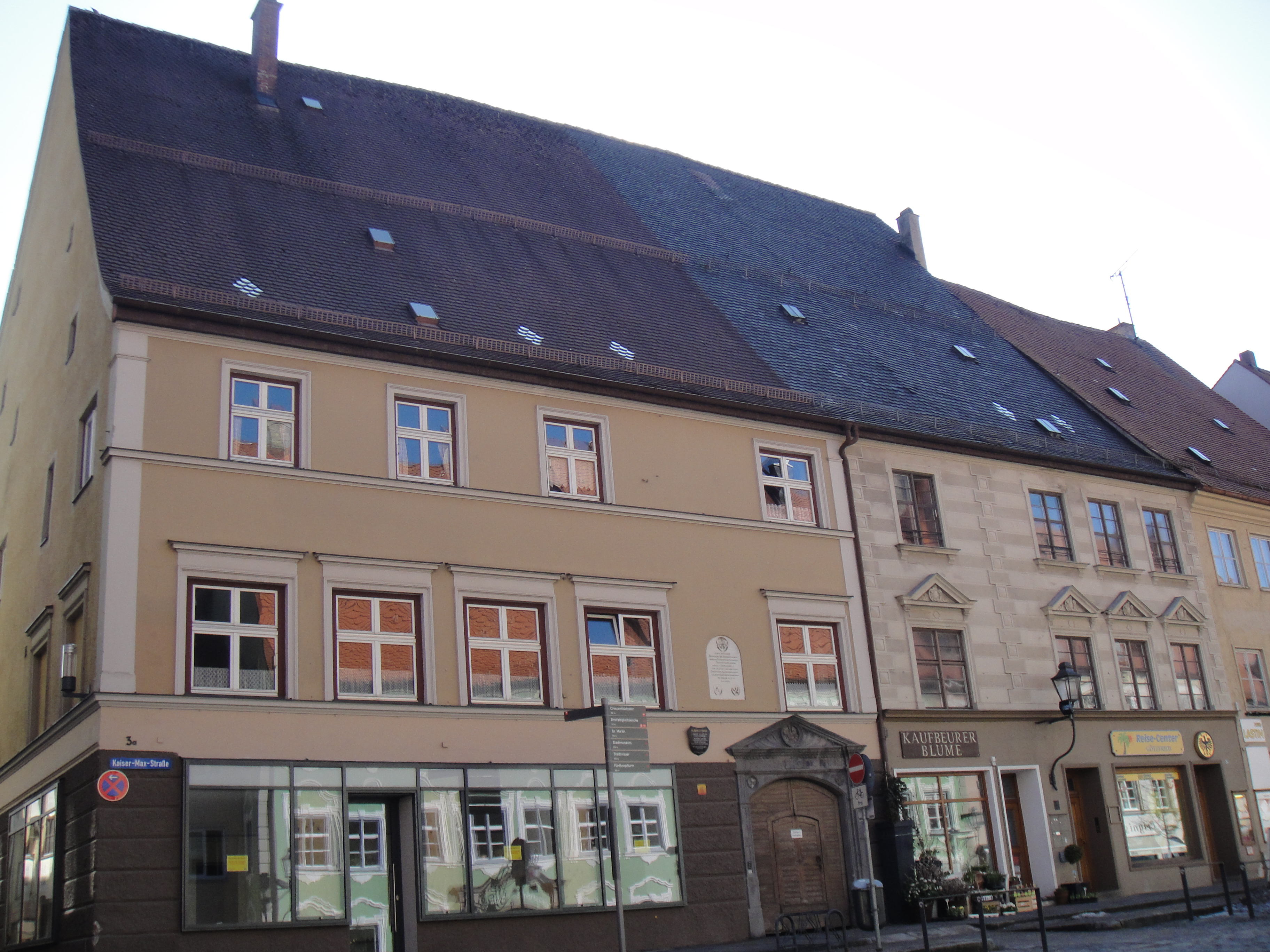
Hörmannhaus in Kaufbeuren

- Hans Hörmann (1467–1525); ⚭ Anna Klammer
  - Georg Hörmann (1491–1552); ⚭ Barbara Reihing
    - Johann Georg Hörmann (1513–1562); ⚭ Radegundis Herwart
      - Barbara Hörmann (1540–1604); ⚭ Melchior Hainhofer
      - Hieronymus Hörmann (1544–1607); ⚭ Susanna Schorer

    - Christoph Hörmann (1514–1586)
    - Ludwig Hörmann (1515–1585); ⚭ Regina Haug
      - Veronika Hörmann (1549–1620); ⚭ Daniel Schorer
      - David Hörmann (1550–1583); ⚭ Susanna Paler, die Tochter von Wolfgang von Paler der Ältere
      - Katharina Hörmann (1566–1612); ⚭ 1590 Lukas Geizkofler von Reiffenegg (1550–1620)
      - Daniel Hörmann (1555–1626); 1. ⚭ Sabina Honold; 2. ⚭ Anna Stebenhaber
      - Judith Hörmann († 1634); ⚭ Georg Ulrich Waiblinger
      - Tobias Hörmann (1560–1625); ⚭ Martha Reichlin von Meldegg

    - Anton Hörmann (1522–1594); ⚭ Susanna Manlich
      - Karl Hörmann (1550–1582); ⚭ Sophia Aurelia Heel
      - Euphrosina Hörmann (1552–1582); ⚭ Jeremias Seitz
      - Sibilla Hörmann (1555–1635); ⚭ Anton Felix Welser
- Wolfgang Ludwig Hörmann von und zu Gutenberg (1713–1795), Kanzleidirektor und Stadtchronist in Kaufbeuren